# كاي روبرتسون
كاي روبرتسون (بالإنجليزية: Kay Robertson) هي كاتِبة أمريكية، ولدت في 21 ديسمبر 1947 في ويست مونرو في الولايات المتحدة.